# Bosco del Vaj e "Bosc Grand"
Bosco del Vaj e "Bosc Grand" este o arie protejată (arie specială de conservare — SAC, sit de importanță comunitară — SCI) din Italia întinsă pe o suprafață de 1.347 ha, integral pe uscat.

## Localizare
Centrul sitului Bosco del Vaj e "Bosc Grand" este situat la coordonatele 45°06′41″N 7°55′44″E / 45.1114°N 7.9289°E.

## Înființare
Situl Bosco del Vaj e "Bosc Grand" a fost declarat sit de importanță comunitară în septembrie 1995 pentru a proteja 17 specii de animale. Situl a fost protejat și ca arie specială de conservare în iulie 2016.

## Biodiversitate
Situată în ecoregiunea continentală, aria protejată conține 8 habitate naturale: Păduri de stejar sau de stejar și carpen sub-atlantice și medio-europene de Carpinion betuli, Păduri de Castanea sativa, Păduri de fag Luzulo-Fagetum, Fânețe de joasă altitudine (Alopecurus pratensis, Sanguisorba officinalis), Pajiști uscate seminaturale și facies de acoperire cu tufișuri pe substraturi calcaroase (Festuco-Brometalia) (* situri importante pentru orhidee), Liziere de ierburi înalte hidrofile de câmpie și de nivel montan până la alpin, Păduri aluvionare cu Alnus glutinosa și Fraxinus excelsior (Alno-Padion, Alnion incanae, Salicion albae), Păduri pe pante, grohotișuri și ravene de Tilio-Acerion.
La baza desemnării sitului se află mai multe specii protejate:
- păsări (9): caprimulg (Caprimulgus europaeus), barză neagră (Ciconia nigra), botgros (Coccothraustes coccothraustes), ciocănitoare neagră (Dryocopus martius), sfrâncioc roșiatic (Lanius collurio), prigoare (Merops apiaster), gaia neagră (Milvus migrans), viespar (Pernis apivorus), silvie roșcată (Sylvia cantillans)
- amfibieni (1): Triturus carnifex
- mamifere (4): liliac cu urechi de șoarece (Myotis blythii), liliac cărămiziu (Myotis emarginatus), liliac comun (Myotis myotis), liliacul mare cu potcoavă (Rhinolophus ferrumequinum)
- nevertebrate (2): Euplagia quadripunctaria, rădașcă (Lucanus cervus)
- pești (1): Telestes muticellus

Pe lângă speciile protejate, pe teritoriul sitului au mai fost identificate 28 de specii de plante, 1 specie de păsări, 7 specii de amfibieni, 12 specii de mamifere, 1 specie de nevertebrate, 6 specii de reptile.